# Fred Davis
Fred Davis OBE (n. 14 august 1913, Chesterfield, Anglia, Regatul Unit al Marii Britanii și Irlandei – d. 16 aprilie 1998, Denbigh⁠(d), Țara Galilor, Regatul Unit) a fost un jucător englez de snooker care a dominat sportul în anii '50. A practicat si biliardul cu foarte mare succes, inițial el începându-și cariera sportivă ca practicant al acestuia. Davis a avut una din cele mai longevive cariere. 
Fred Davis a câștigat campionatul mondial de opt ori. Fratele său mai în vârsta, Joe Davis, a fost de asemenea jucător de snooker. Ei sunt singurii jucători din istorie care au câstigat titlul mondial și la snooker și la biliard. 